# آرثر بست
آرثر بست (بالإنجليزية: Arthur Best)‏ هو لاعب كرة قدم أسترالية أسترالي، ولد في 18 أكتوبر 1888 في فيتزوري ‏ في أستراليا، وتوفي في 17 يونيو 1960 في Double Bay ‏ في أستراليا.

## وصلات خارجية
- آرثر بست على موقع AustralianFootball.com (الإنجليزية)
- آرثر بست على موقع AFLtables.com (الإنجليزية)